# قلعه اینویاما
قلعه اینویاما (به ژاپنی: 犬山城 Inuyama-jō) یک قلعه ژاپنی است که است که در اینویاما، آیچی، استان آیچی، ژاپن واقع شده است. این قلعه مشرف به رود کیسو است و به عنوان مرز بین استان آیچی و استان گیفو عمل می‌کند. قلعه اینویاما یکی از تنها ۱۲ قلعه ژاپنی بازمانده است که قبل از دوره ادو ساخته شده است.